# Cheerful Wind

Cheerful Wind (風兒踢踏踩, Feng er ti ta cai) est un film taïwanais réalisé par Hou Hsiao-hsien, sorti en 1981.

## Synopsis
Une photographe rencontre un aveugle.

## Fiche technique
- Titre : Cheerful Wind
- Titre original : 風兒踢踏踩, Feng er ti ta cai
- Réalisation : Hou Hsiao-hsien
- Scénario : Hou Hsiao-hsien
- Pays d'origine : Taïwan
- Format : Couleurs - 2,35:1 - Mono - 35 mm
- Genre : Drame, romance
- Durée : 90 minutes
- Date de sortie : 1981

## Distribution
- Kenny Bee : l'aveugle
- Feng Fei-fei : la photographe